# Nymula sperthias
Nymula sperthias är en fjärilsart som beskrevs av Felder 1865. Nymula sperthias ingår i släktet Nymula och familjen Riodinidae. Inga underarter finns listade i Catalogue of Life.